# Resident Evil: Survivor
 (décembre 2016).
Si vous disposez d'ouvrages ou d'articles de référence ou si vous connaissez des sites web de qualité traitant du thème abordé ici, merci de compléter l'article en donnant les références utiles à sa vérifiabilité et en les liant à la section « Notes et références ».
Resident Evil: Survivor, connu sous le nom de Biohazard: Gun Survivor (バイオハザード ガンサバイバー) au Japon, est un jeu vidéo de tir au pistolet développé par Capcom et édité par Eidos Interactive en 2000 sur PlayStation. Le jeu fait partie de la série Resident Evil et c'est le premier de la série dit des « Gun Survivor ».

## Trame et univers

### Scénario
Raccoon City, septembre 1998. La ville est dévastée par un virus qui transforme la population en d'horribles monstres cannibales. L'épidémie ne pouvant être contrôlée, le gouvernement approuve le lancement de missiles qui auront pour but d'anéantir la ville et le virus par la même occasion. Il y a peu, une ville uniquement consacrée à la recherche et appartenant à Umbrella Corporation (responsable du chaos qui est survenu à Racoon City) est localisée sur 'Sheena Island'.

### Personnages
- Ark Thompson : Il s'agit d'un détective privé. Son ami, Leon S. Kennedy, lui a demandé d'aller enquêter sur les agissement d'Umbrella sur cette île. Il perd la mémoire à la suite d'un crash d'hélicoptère en tentant de fuir l'île. Les indices qu'il trouvera en explorant Sheena Island, l'amèneront à croire qu'il s'appelle Vincent Goldman et qu'il est l'auteur du désastre s'y abattant, en plus d'être derrière de nombreux autres crimes d'une grande cruauté. C'est Lott, un jeune survivant, qui lui révèlera qu'il n'est pas Vincent Goldman. Il retrouvera la mémoire avant de s'échapper de l'île avec Lott et Lily.
- Vincent Goldman : Vincent Goldman est le "'Commander'" de l'île, il dirige tout ce qu'y si passe. Il est décrit comme quelqu'un de cruel et sanguinaire, n'ayant que pour but de monter en grade chez Umbrella. Il inspire la crainte auprès de tous et de ce fait, personne n'ose se dresser contre lui malgré ses agissements inhumains. Malgré tout, le nombre de personnes désirant le voir déchoir de ses fonctions ne cessant de grandir, certains se sont regroupés et organisés dans le but de réunir suffisamment de preuves pour le faire tomber. Quand Vincent apprit ça, il se mit en colère, et ne les voyant plus que comme des traites, il répandit le virus-T (en faisant passer ça pour un accident) avant de s'enfuir. Mais la présence d'un espion sur les lieux aurait pu compromettre son plan et il ne voulut pas partir avant d'avoir envoyé sous terre cet intrus.
- Lott Klein : Lott est un jeune garçon, fils d'un employé d'Umbrella, il vivait avec sa famille sur l'île. Lott a toute confiance en son père et en Vincent, auquel il révèlera qu'il avait vu un espion se faisant passer pour lui sur l'île. Lott a un jour croisé les cobayes, des jeunes gens âgés entre 16 et 20 ans, qui lui ont semblé être vraiment étranges. Son père et Vincent lui expliquèrent qu'il s'agissait d'enfants non issus de bonne famille, contrairement à lui, qu'ils étaient des "sauvages" et que s'ils étaient amenés ici, c'était dans l'unique but de les soumettre à des expériences afin d'en faire de bonnes personnes pouvant s'intégrer dans la société. Lott les crut sur parole mais lorsqu'il apprit que Vincent les avait assassiné de sang froid, parce qu'ils tentaient de s'échapper, il comprit qu'il lui avait menti. Il ne fait dès lors plus confiance à personne hormis à sa petite sœur qu'il tente de protéger.
- Lily Klein : C'est la petite sœur de Lott. Elle et son frère sont les deux derniers survivants de ce désastre.
- Mrs. Goldman : Mère de Vincent qui est mentionnée sur la bande d'enregistrement.
- Andy Holland : celui qui prend Ark Thompson pour Vincent Goldman.
- UT Commander : le leader des B.O.W. et on ne connait pas son identité.
- Leon Scott Kennedy : le personnage de RE2 qui est mentionné.

### Sheena Island
Sheena Island est une île appartenant à Umbrella Corporation. Depuis quelque temps, c'est Vincent Goldman, un homme sans cœur dont la cruauté n'a d'égale que la soif de pouvoir, qui dirige les lieux.
Les recherches sur cette île ont pour but la production en masse de Tyran, (T-103), une arme biologique, une espèce de super soldat. Pour ce faire, ils ont besoin d'une hormone, la Beta Hetero Nonserotonin, qu'ils extraient du cerveau de cobaye humain. Ces cobayes humains sont de jeunes gens qui ont été enlevés aux quatre coins du monde, et plus particulièrement dans les pays en voie de développement ou en proie à de graves conflits. Ces jeunes gens, d'origine et de sexe différent, prennent toutes sortes de produits à leur insu et le moment venu, ils sont emportés afin d'ouvrir leur boîte crânienne, sans anesthésie, pour prélever la fameuse hormone.
Les scientifiques qui ont la responsabilité de ses enfants sont répugnés par leurs propres actes, se savant condamnés à l'enfer, mais ils n'osent pas protester car la peur que leur inspire Vincent l'emporte sur le dégout de leurs actes.
Finalement, certains s'organiseront dans le but de récolter suffisamment de preuves contre Golman, mais lorsque celui-ci l'apprendra, il se débrouillera pour que Sheena Island soit victime du virus-T.

## Système de jeu
Le jeu possède une vue à la première personne (FPS) et se concentre sur l'action, contrairement aux précédents Resident Evil.
Cependant, de nombreux éléments de la série sont conservés, comme des munitions en nombre très limité, la possibilité de mixer les herbes et découverte de documents (souvent des journaux intimes) apprenant peu à peu au joueur ce qui s'est passé sur Sheena Island.

## Accueil
- Gamekult : 3/10[2]
- GameSpot : 4,1/10[3]